# Isosaari (ö i Finland, Norra Österbotten, Oulunkaari, lat 65,62, long 25,29)
Isosaari är en ö i Finland. Den ligger i vattendraget Kuivajoki och i kommunen Ijo i den ekonomiska regionen  Oulunkaari  och landskapet Norra Österbotten, i den centrala delen av landet, 600 km norr om huvudstaden Helsingfors. Öns area är 1,6 hektar och dess största längd är 290 meter i öst-västlig riktning.